# Страданията на младия Вертер
„Страданията на младия Вертер“ (на немски: Die Leiden des jungen Werthers) е епистоларен роман на немския поет и белетрист Йохан Волфганг фон Гьоте. В романа „Страданията на младия Вертер“ (1774) се разказва за младия стажант по право, който пише за нещастната си любов към неговата любима Лоте, която е сгодена за друг. Накрая на романа Вертер се самоубива. 
Гьоте пише романа в рамките на шест седмици. За първи път романът се появява през 1774 г. на Лайпцигския панаир на книгата и веднага се превръща в бестселър. След националния успех на драмата „Гьоц фон Берлихинген“ (1773) това е вторият голям успех на Гьоте, вече в европейски мащаб. И двете произведения могат да бъдат причислени към литературното течение „Буря и натиск“. В „Страданията на младия Вертер“ основен изразител на това течение е главният герой, който е страстен и чувствителен, духът му е бунтовен, боготвори природата, обича античната литература, прелива от жизнерадост, но също така се усеща неговата неудовлетвореност от живота.
През 1787 г. Гьоте преработва романа, като между другото премахва родителния падеж -s в заглавието – от „Die Leiden des jungen Werthers“ на „Die Leiden des jungen Werter“. Романът прави Гьоте известен в Германия и спада към най-успешните романи в литературната история.
Сюжетът на романа е в известна степен автобиографичен, доколкото Гьоте описва своята платонична връзка с вече сгодената Шарлоте Буф и преработва това свое изживяване с литературни похвати. Мотивът за трагичния изход от тази любов Гьоте заема от съдбата на своя приятел Карл Вилхелм Йерусалем, секретар в немското градче Вецлар. Той бил влюбен в омъжена жена на име Елизабет Херд, която останала недостъпна за него. Литературният облик на Лоте в романа носи също така качества на тъмнооката Максимилиана фон Ла Рош, друга позната на Гьоте от времето около създаването на романа. Въпреки тези връзки с реални хора и събития, Гьотевият Вертер си остава измислен персонаж.

## Сюжет
Действието в романа се развива в периода от време между 4 май 1771 г. до 24 декември 1772 г.
 Внимание:  Текстът по-долу разкрива сюжета на произведението (или части от него)!

### Книга първа
Младият Вертер е напуснал родното си място, за да задейства въпроса с наследството на майка си и в същото време за да остави зад себе си една нещастна любовна история. Наема си квартира в града, а след това в близко до него селце на име Валхайм и там той се наслаждава на прекрасната природа като описва чувствата и впечатленията си в малки скици. Един ден Вертер се запознава със симпатичен чиновник, който е вдовец и баща на девет деца. Той кани Вертер на вечеря, но Вертер отписва поканата и скоро дори забравя за този човек. По път за една танцувална вечеринка заедно с други млади хора каретата спира пред къщата на същия този чиновник, за да вземе неговата дъщеря. Вертер я вижда, заобиколена от осемте си братя и сестри, на които тя реже хляб от калъпа, и остава дълбоко впечатлен от тази сцена. Най-вече той е впечатлен от младото момиче, което в тази ситуация изцяло е поело ролята на майка. По време на бала, който е и цел на съвместното им пътуване, Вертер кани Лоте на втори танц, а тя дори му потвърждава трети. Приятелките на Лоте забелязват симпатиите и веднага се впускат да напомнят на момичето за Алберт. На въпроса кой е Алберт, Лоте разяснява, че той е „един добър мъж, с който тя е така да се каже сгодена“. Вечерта се разразява буря и Вертер и Лоте наблюдават природата след дъжда – чиста, влажна и свежа. И на двамата им хрумва известното стихотворение на Клопщок „Празник на пролетта“. Вертер интерпретира това хрумване като душевна предопределеност и от този момент нататък търси близостта на Лоте.
Когато годеникът на Лоте – Алберт, се завръща от служебното си пътуване, настроението на Вертер се променя коренно. Оформя се любовен триъгълник, в който Лоте за Вертер е като „светица“, в чиято близост той не изпитва страстно желание да я притежава. В началото връзката на Вертер и Лоте е чисто платоническа. Алберт и Вертер се сприятеляват и често дискутират по различни житейски въпроси. Тогава разликата между двамата си проличава: Вертер е човек на буйните чувства, а Алберт е улегнал традиционалист. Вертер обаче усеща, че не може да признае чувствата си към Лоте пред Алберт и решава да напусне околността, без дори да се сбогува. Повод за неговото бягство става един много емоционален разговор, в който става ясно, че Лоте е обещала на умиращата си майка, че ще се омъжи за Алберт.

### Книга втора
Вертер работи известно време при един придворен пратеник. Педантичността на началниците му и тесногръдието на дворцовия етикет обаче го карат да осъзнае, че не се вписва в това общество и не може да се идентифицира с него. Един ден граф С. му заявява, че неговото буржоазно присъствие притеснява прослойката на властимащите и Вертер се чувства съсипан. Същевременно разбира, че Лоте и Алберт са се оженили, без да го информират и без да го поканят, и тази вест го кара да помоли да бъде освободен от двора. Вертер отпътува към свой познат княз, където остава няколко седмици, а след това се прибира в родното си място Валхайм.
Младият мъж отново започва да посещава Лоте. Несъзнателно Лоте кокетничи с чувствата на Вертер, тя например докосва с канарчето си първо своите и след това неговите устни, и с това разпалва чувствата на младия Вертер. Лоте отказва на Вертер да се „наслаждават на чувствата на едно истинско приятелство“ и го моли за кратко да се отдалечи от нея и да я посети отново по Коледа, тъй като и хората от селото са започнали да ги обсъждат.
Вертер не спазва тази уговорка и в отсъствието на Алберт отново се появява при Лоте, при което започва да ѝ чете от стиховете на Осиан. Те се отдават на чувствата си, но когато Вертер прегръщайки и започвайки да я целува, слага край на чисто платоническата им любов, Лоте се отдръпва объркана и се затваря в съседната стая. За да не притеснява повече Лоте и за да запази нейната чест, Вертер решава да отнеме живота си. В последното си писмо до Лоте той изразява дълбокото си убеждение, че ще срещне Лоте отново, в един друг свят. В навечерието на Бъдни вечер той се застрелва в глава с взет назаем от Алберт пистолет. На следващата сутрин той бива намерен мъртъв. Драмата на Лесинг „Емилия Галоти“ стои отворена на неговото бюро.

## Форма
Този кратък роман се състои от две части, като в първата текстовете се приближават повече до формата на писма, а във втората повече наподобяват записки от личен дневник. Въпреки това и във втора книга героят се обръща на име към приятеля си Вилхелм, до когото са адресирани и писмата от първата част на романа. Гьоте избира формата на романа в писма или така наречения „епистоларен роман“, вдъхновен от произведението „Жули или Новата Елоиза“ на Жан-Жак Русо, публикувано тринадесет години по-рано. Русо показа какъв особен ефект може да се постигне чрез публикуване на привидно автентична любовна кореспонденция. Читателят се превръща в „съучастник“ на интимните чувства на пишещия писмата. 
Първото издание на романа е публикувано анонимно и започва с кратко въведение от „издател“. Последният също е литературна измислица, както и самите писма, но читателите на първото издание не разбират това. Много от тях вярват, че писмата са истински документи, адресирани (с три изключения) до най-добрия приятел на Вертер Вилхелм.
Необходимостта от промяна на наратива води до преработката на романа. Издателят остава анонимен, но се появява с кратки разяснения под текстовете, засягащи имена на личности, произведения и места. Романът е написан в първо лице, единствено число – говори или Вертер, или издателят. Този подход е необходим от практични съображения – например Вертер не може да опише собствената си смърт в писмо, но разказът в първо лице и чрез непрекъснато позоваване на разпръснати документи, намерени уж след смъртта на главния герой, засилват драматизма на последните сцени.

## Прием
Романът постига голям успех. „Страданията на младия Вертер“ превръщат Гьоте от неизвестен преди това автор в европейска литературна знаменитост почти за една нощ. Наполеон Бонапарт смята романа за едно от великите произведения на европейската литература, на което в младежките си години посвещава монолог. По-късно носи книгата със себе си по време на Египетската кампания.
С излизането на романа се появява феномена, известен като „треската на Вертер“, който кара младите мъже в цяла Европа да се обличат в стила на главния герой, описан в романа. Появяват се мърчандайзинг продукти като принтове, декориран майсенски порцелан и дори парфюми.
Младите поколения са в истински възторг от Вертер, но традиционните литературни кръгове са обезпокоени. Главният пастор на Хамбург заклеймява романа като безнравствена книга, която прославя прелюбодейството и самоубийството, провъзгласени от християнската религия за смъртни грехове. Най-значителният немски критик на епохата Лесинг посвещава на Вертер голяма статия, в която изтъква достойнствата на романа, но в заключителната част призовава хората с нагласа, подобна на Вертеровата, да бъдат внимателни към съдбата си. Близкият приятел на Гьоте Ленц пише „Писма за поуката от страданията на младия Вертер“, в които отхвърля всички стари предразсъдъци. Градските власти забраняват романа в Лайпциг, Виена и Копенхаген заради съдържащата се в него тема за самоубийството.

## Културно влияние
- Произведението на Гьоте е в основата на операта „Вертер“ на Жул Масне от 1892 г.[5]
- В романа „Франкенщайн“ на Мери Шели чудовището на Франкенщайн намира книгата в кожено портманто, заедно с две други – „Успоредни животописи“ на Плутарх и „Изгубеният рай“ на Джон Милтън.[6] То възприема случая на Вертер като подобен на своя – историята на човек, отхвърлен от онези, които е обичал.
- Книгата вдъхновява „Последните дни на Якопо Ортис“ на Уго Фосколо – историята на млад мъж, който се самоубива от отчаяние, причинено не само от любов, но и от политическата ситуация в Италия преди обединението на страната. Смята се, че това е първият италиански епистоларен роман.
- Томас Карлайл, който между другото е и преводачът на романа на Гьоте „Вилхелм Майстер“ на английски, често цитира и пародира платоничната връзка на Вертер в своя роман от 1836 г. Sartor Resartus.[7]
- Първата книга на статистика Карл Пиърсън е озаглавена „Новият Вертер“.
- Уилям Такъри пише стихотворение, сатиризиращо романа на Гьоте, под заглавието „Страданията на Вертер“.[8]
- Романът на Томас Ман от 1939 г. „Лоте във Ваймар“ разказва за измислена среща между Гьоте и неговата младежка страст, Шарлоте Буф.
- Улрих Пленцдорф, поет от ГДР, пише сатиричен роман (и пиеса), озаглавени „Новите страдания на младия В.“, пренасяйки събитията в източногерманска среда, а главният герой е тийнейджър, бунтуващ се срещу системата.

В наши дни романът продължава да се радва на голяма популярност, дори е включен в изданието „1001 книги, които трябва да прочетете преди да умрете“.